# Ruth Ewan
Pour les articles homonymes, voir Ewan.
 (novembre 2024).
 (novembre 2024).
La mise en forme du texte ne suit pas les recommandations de Wikipédia : il faut le « wikifier ».
Les points d'amélioration suivants sont les cas les plus fréquents. Le détail des points à revoir est peut-être précisé sur la page de discussion.
- Les titres sont pré-formatés par le logiciel. Ils ne sont ni en capitales, ni en gras.
- Le texte ne doit pas être écrit en capitales (les noms de famille non plus), ni en gras, ni en italique, ni en « petit »…
- Le gras n'est utilisé que pour surligner le titre de l'article dans l'introduction, une seule fois.
- L'italique est rarement utilisé : mots en langue étrangère, titres d'œuvres, noms de bateaux, etc.
- Les citations ne sont pas en italique mais en corps de texte normal. Elles sont entourées par des guillemets français : « et ».
- Les listes à puces sont à éviter, des paragraphes rédigés étant largement préférés. Les tableaux sont à réserver à la présentation de données structurées (résultats, etc.).
- Les appels de note de bas de page (petits chiffres en exposant, introduits par l'outil «  Source ») sont à placer entre la fin de phrase et le point final[comme ça].
- Les liens internes (vers d'autres articles de Wikipédia) sont à choisir avec parcimonie. Créez des liens vers des articles approfondissant le sujet. Les termes génériques sans rapport avec le sujet sont à éviter, ainsi que les répétitions de liens vers un même terme.
- Les liens externes sont à placer uniquement dans une section « Liens externes », à la fin de l'article. Ces liens sont à choisir avec parcimonie suivant les règles définies. Si un lien sert de source à l'article, son insertion dans le texte est à faire par les notes de bas de page.
- La présentation des références doit suivre les conventions bibliographiques. Il est recommandé d'utiliser les modèles {{Ouvrage}}, {{Chapitre}}, {{Article}}, {{Lien web}} et/ou {{Bibliographie}}. Le mode d'édition visuel peut mettre en forme automatiquement les références.
- Insérer une infobox (cadre d'informations à droite) n'est pas obligatoire pour parachever la mise en page.

Pour une aide détaillée, merci de consulter Aide:Wikification.
Si vous pensez que ces points ont été résolus, vous pouvez retirer ce bandeau et améliorer la mise en forme d'un autre article.

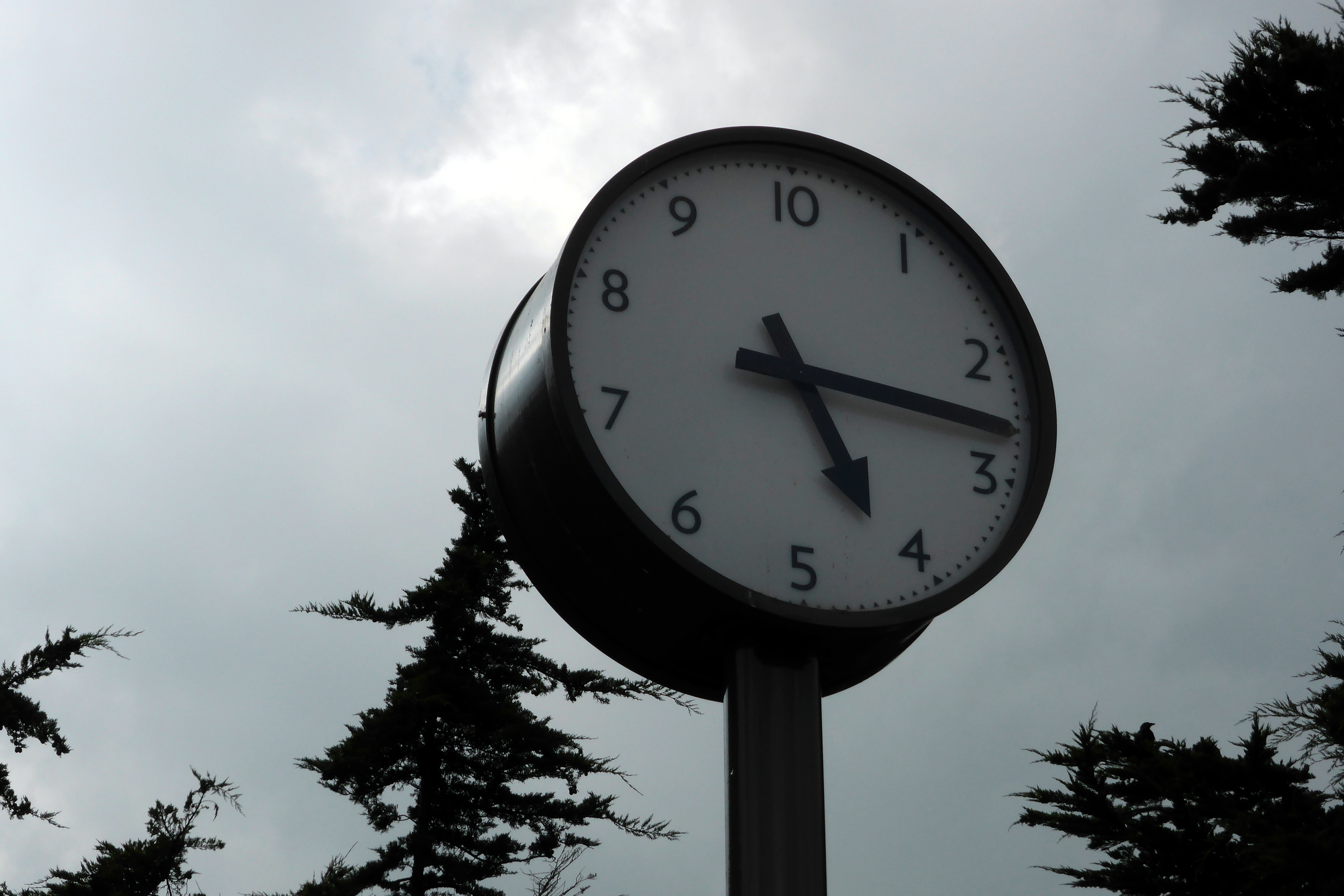
We Could Have Been Anything That We Wanted to Be - Ruth Ewan Folkestone Triennial 2011

Ruth Ewan, née à Aberdeen en 1980, est une artiste écossaise basée à Londres. Son travail concentre sur des projets portant sur les mouvements sociaux et à la politique. 

## Biographie
Ruth Ewan est née à Aberdeen, en Écosse, en 1980. Elle étudie les beaux-arts au Edinburgh College of Art, où elle obtient son diplôme en 2002. 
En 2003, Ruth Ewan lance le projet A Jukebox of People Trying to Change the World, qui vise à recenser et archiver des chansons portant un message sur le changement du monde. Elle invite d'autres personnes à contribuer via une section dédié sur son site Web. En avril 2018, ce projet est présenté au Yorkshire Sculpture Park, dans la Bothy Gallery, où certaines chansons font notamment référence à Donald Trump. 
En 2011, dans le cadre de la triennale de Folkestone, Ruth Ewan crée des horloges basées sur le calendrier républicain français, utilisé pendant 13 ans à partir du 5 octobre 1793. Ce calendrier divise chaque journée en 10 heures. Son installation, intitulée We Could Have Been Anything That We Wanted to Be, comprend dix horloges, ainsi que deux versions supplémntaires, une rouge et une noire. La version rouge est conservée par la Tate Britain, tandis que la version noire est exposée au Museum of Modern Art de Varsovie. 
En 2018, dans le cadre du Edinburgh Art Festival, Ruth Ewan collabore avec le magicien Ian Saville,. 
En 2019, elle présente pour sa première exposition en France, It rains, It rains. Cette installation fait référence à la chanson française Il pleut, il pleut, bergère de Fabre d'Églantine, ainsi qu'au calendrier républicain.

## Expositions
- 2006 : Psittaciformes Trying to Change the World, Studio Voltaire, Londres[11]
- 2007 : Ours is the world, despite all. Northern Gallery for Contemporary Art, Sunderland[12]
- 2007 : Did you kiss the foot that kicked you, Artangel London [13]
- 2010 : Damnatio Memoriae, Arthur Boskamp-Stiftung, Hohenlockstedt, Allemagne [14]
- 2011 : A Lock is a Gate, Art on the Underground, Londres [15]
- 2011 : Brank & Heckle, Arts contemporains de Dundee, Dundee [16]
- 2012 : Ruth Ewan, Kunsthall Charlottenborg, Copenhague [17]
- 2013 : A Revolutionary Advent Calendar, MoMA, Varsovie [18]
- 2019 : It Rains, It Rains, CAPC, Bordeaux,

## Prix et distinctions
- 2006 : EASTinternational
- 2008 : bourse Cocheme, école d'art Byam Shaw
- 2012 : Prix CREATE Art[19]